# Gare de Malmi
La gare de Malmi (en finnois : Malmin rautatieasema, suédois : Malms järnvägsstation) est une gare ferroviaire située dans le quartier de Malmi à Helsinki en Finlande.

## Situation ferroviaire
La gare de Malmi est située entre ka gare de Pukinmäki er la gare de Tapanila a environ 11 kilomètres de la gare centrale d'Helsinki.